# 中立一元論
中立一元論（ちゅうりついちげんろん、英: Neutral monism）は、心の哲学という分野で、心身問題に対して取られる立場のひとつ。世界の究極的な実在として、物質的でも精神的でもない一種類の中間的なものを考える立場。唯物論や観念論と対立しつつ、その両者の中間的位置を取る。中性一元論（ちゅうせいいちげんろん）とも訳される。